# Peine de mort en Virginie-Occidentale
La pendaison fut le mode d'exécution légal en Virginie-Occidentale jusqu'en 1949, date à laquelle est fut remplacée par la chaise électrique. La dernière exécution dans l'État, celle d’Elmer Brunner (en), date de 1959. La peine de mort fut abolie en 1965, la même année que deux autres États américains : l'Iowa et le Vermont.
En 2007, en Virginie-Occidentale, un homme et une femme, George Lecco et Valerie Friend, ont été condamnés à mort par la justice fédérale pour l'assassinat commis dans cet État d'une femme destinée à protéger un trafic de drogue. Ils ont obtenu un nouveau procès.